# Herb gminy Korytnica
Herb gminy Korytnica – jeden z symboli gminy Korytnica, ustanowiony 18 czerwca 2002.

## Wygląd i symbolika
Herb przedstawia na tarczy w polu błękitnym srebrny mur z blankami i otwartą bramą i wystającego zza niego czarnego dzika z dwoma kłosami zboża w paszczy. Jest to nawiązanie do herbu Łukocz rodu Łuniewskich.